# 弗朗什维尔 (汝拉省)
弗朗什维尔（法語：Francheville，法語發音：[fʁɑ̃ʃvil] ⓘ）是法国汝拉省的一个市镇，位于该省西部略偏北，属于隆斯勒索涅区。

## 地理
弗朗什维尔（46°50'18"N, 5°29'57"E）面积1.46 平方千米，位于法国勃艮第-弗朗什-孔泰大區汝拉省，该省份为法国东部内陆省份，北起上索恩省，西北接科多尔省，西临索恩-卢瓦尔省，南至安省，东与杜省和瑞士接壤。
与弗朗什维尔接壤的市镇（或旧市镇、城区）包括：勒维莱、韦尔苏塞利耶尔、布瓦德冈、绍梅日。

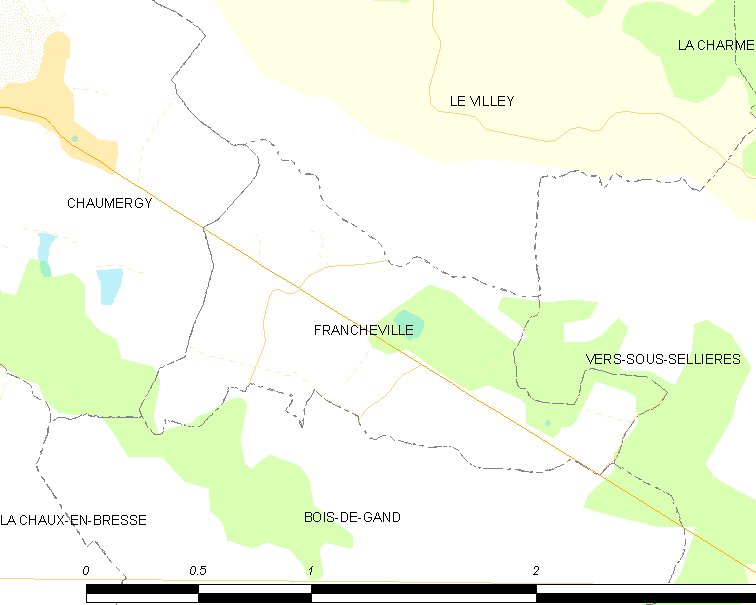
的OSM定位图

弗朗什维尔的时区为UTC+01:00、UTC+02:00（夏令时）。

## 行政
弗朗什维尔的邮政编码为39230，INSEE市镇编码为39236。

## 政治
弗朗什维尔所属的省级选区为布莱特朗县。

## 人口

1962-2008年间人口变化图示

弗朗什维尔于2022年1月1日时的人口数量为40人。